# Бурдуков, Алексей Васильевич
Алексе́й Васи́льевич Бурдуков (1883, д. Боровая, Туринский уезд, Тобольская губерния — 13 марта 1943, Сиблаг) — российский и советский монголовед, преподаватель монгольского языка, общественный деятель, организатор первой советской школы в Монголии. Собрал коллекцию предметов монгольского быта, рукописей, ксилографов, карт, образцов лингвистического и этнографического материала.

## Биография
Родился в семье крестьянина. В раннем детстве лишился отца и в двенадцатилетнем возрасте его мать отдала его в услужение купцу Я. Е. Мокину, с которым стал посещать Монголию. Изучил монгольский язык, работая в торговой фактории в Монголии. Создал кооперативное Товарищество «Бурдуков и К», которое впервые в Монголии применило кооперативную форму работы. Узнав, что в Санкт-Петербурге проживает занимающийся Монголией учёный Владислав Котвич, написал в 1909 году ему письмо. В ответное письме Владислав Котвич просил Алексея Бурдукова «поискать былины о хане Джангаре». С этого времени по просьбе Владислава Котвича собирал образцы фольклора и редкие рукописи. Оказывал помощь в полевых работах Б. Я. Владимирцову, с которым познакомился через Владислава Котвича. Борис Владимирцев останавливался у Алексея Бурудукова в Хангельцике несколько раз. Дочь Алексея Бурдукова в своём письме пишет, что Алексея Бурдукова и Бориса Владимировцева связывала дальнейшая дружба. Как она пишет в своём свидетельстве, Алексей Бурудуков поддерживал петербургского учёного в его научной деятельности денежными средствами. Общение Алексея Бурдукова с учёными способствовала тому, что он стал исследователем-монголоведом. Передавал многочисленные этнографические материалы учёным. Передал Академии наук коллекцию буддийских икон и монгольских шапок, а Владиславу Котвичу — коллекцию дербетовских предметов. Печатал статьи о монгольской жизни в журналах «Нива» и «Родина», в газетах «Сибирская жизнь» и «Алтай».
После начала Первой мировой войны в порядке мобилизации был зачислен в Кобдоское консульство в качестве переводчика. C 1916 по 1923 год являлся членом-корреспондентом Российского географического общества, с 1923 года был членом Восточно-Сибирского отделения ИРГО. За содействие науке РГО наградило его малой серебряной медалью. Принимал участие в борьбе с войсками барона Р. Ф. Унгерна, позднее состоял на административно-хозяйственной работе. Служил в Сибирском отделении Центросоюза.
В марте 1921 года тайно вместе с семьёй выехал из Улясутая. Попав в зону боевых действий между отрядами барона Унгерна и революционного отряда Хатана-Батора Максаржава, некоторое время оставался в отряде, где помогал в переводах. Потом семья Алексея Бурдукова поселилась в Иркутске, где находилась контора Сибирского отделения Центросоюза. В 1926 году Алексей Бурдуков расстался с хозяйственной работой и переехал в Ленинград, где преподавал разговорный монгольский язык в Восточном институте. В 1935 году был утверждён в научном звании доцента на кафедре монгольского языка и литературы. В 1938 году ему было присвоено научное звание кандидата филологических наук. Преподавал по совместительству в ЛГУ.
Принимал участие в 1927 году в экспедициях в Калмыкии и Танну-Туве. В Калмыкии занимался изучением быта каракольских калмыков, от которых записывал песни, составляя словари и учебные пособия.
В начале 1930 годов был арестован на непродолжительное время. Был повторно арестован 2 июля 1941 года. 22 сентября того же года Военный трибунал Уральского Военного округа приговорил Бурдукова к высшей мере наказания (ст. 58-1а УК РСФСР). По кассации 8 ноября 1941 года смертная казнь заменена на 10 лет исправительно-трудовых работ. С 10 мая 1942 года находился во 2-м лагпункте Тайгинского района Сиблага.
Умер от пеллагры 13 марта 1943 года.

## Награды
- В 1911 году был награждён малой серебряной медалью Русского географического общества за труды по монголоведению.